# Stenocladius chinensis
Stenocladius chinensis là một loài bọ cánh cứng trong họ Đom đóm (Lampyridae). Loài này được Geisthardt miêu tả khoa học năm 2004.